# Andrzej Plona
Andrzej Plona (ur. 28 stycznia 1938 w Stobychwie, zm. 1 września 2018 w Gdyni) – polski nauczyciel, funkcjonariusz partyjny, działacz gospodarczy i samorządowy.

## Życiorys
Urodził się w rodzinie nauczycielskiej jako syn Wacława i Janiny z d. Matuszewskiej. Ukończył Studium Nauczycielskie WF w Gdańsku-Oliwie oraz Studium Nauczycielskie w Gdańsku w zakresie rysunku i prac ręcznych. Został zatrudniony w Szkole Podstawowej nr 1 w Rumi. W 1963 wstąpił do PZPR, zostając zatrudniony w charakterze instruktora w Komitecie Miejskim PZPR w Gdyni (1966-1970). Pracował w Zakładach Radiowych „Radmor” w Gdyni i Morskiej Obsłudze Radiowej Statków „MORS” w Gdyni. W tym okresie ukończył studia na Wydziale Ekonomiki Transportu Morskiego na Uniwersytecie Gdańskim (1974). Powierzono mu funkcję sekretarza KM PZPR w Gdyni (1980–1981), kier. Wydziału Ogólnego KW PZPR w Gdańsku (1981–1984), następnie prezydenta Sopotu (1984–1990).